# Lusatian International Race-Walking Meeting 2024
Lusatian International Race-Walking Meeting 2024 – 3. edycja międzynarodowych zawodów w chodzie sportowym Lusatian International Race-Walking Meeting, która odbyła się 26 października 2024 roku w Żytawie w Niemczech.

## Charakterystyka
Zawody rozgrywane w Żytawie należą do World Athletics Race Walking Tour Silver 2024 zarządzanego przez World Athletics i były rozgrywane na dystansach 20 i 35 km. Głównymi organizatorami były AC Rumburk i O-SEE Sport. Dla najlepszych 3 kobiet i 3 mężczyzn na tych dystansach przewidziano nagrody pieniężne w wysokości do 300 Euro. Miejscem rozgrywania zawodów była pętla o długości 1 km w Weinauer Park wokół Weinauparkstadion w Żytawie. Wystąpiło łącznie 194 zawodniczek i zawodników z 23 państw.
Zwycięzcami na 35 km zostali reprezentujący Polskę Maher Ben Hlima i Katarzyna Zdziebło, natomiast na 20 km pierwszą lokatę zajęli Portugalczyk João Vieira i Kolumbijka Noelia Vargas.
W ramach zawodów przeprowadzono mistrzostwa Czech, Łotwy, Słowacji, Węgier i Wielkiej Brytanii na dystansie 35 km, a także zawody Grand Prix na 30 km w kategorii masters. Wyścigom głównym towarzyszyły zawody na krótszych dystansach: 1 km (U12), 2 km (U14), 3 km (U16) dla młodszych zawodników oraz 5 i 10 km.

## Wyniki

### Wyścig na 20 km w ramach World Athletics Race Walking Tour
| Konkurencja: | Mężczyźni           | Rezultat | Kobiety            | Rezultat |
| 1. miejsce   | João Vieira         | 1:24:06  | Noelia Vargas      | 1:34:32  |
| 2. miejsce   | Elis Batifol        | 1:27:51  | Barbara Oláh       | 1:36:50  |
| 3. miejsce   | Lucas Dreville      | 1:29:24  | Lena Sonntag       | 1:37:31  |
| 4. miejsce   | San Nehnevaj        | 1:29:36  | Ada Junghannß      | 1:42:18  |
| 5. miejsce   | Hugo Ellul          | 1:30:21  | Anna-Maria Gabriel | 1:43:20  |
| 6. miejsce   | Sebastian Karpiński | 1:59:33  | Julia Schmidt      | 1:45:08  |
| 7. miejsce   | Tomáš Vojtíšek      | 2:05:21  | Lea Anika Obenaus  | 1:50:51  |
| 8. miejsce   | Reinhard Krüger     | 2:12:11  | Anne Durand        | 2:06:55  |

### Wyścig na 35 km w ramach World Athletics Race Walking Tour
| Konkurencja: | Mężczyźni          | Rezultat | Kobiety            | Rezultat |
| 1. miejsce   | Maher Ben Hlima    | 2:28:44  | Katarzyna Zdziebło | 2:45:55  |
| 2. miejsce   | Cameron Corbishley | 2:31:34  | Sandra Arenas      | 2:46:44  |
| 3. miejsce   | Raivo Sualgriezis  | 2:33:31  | Nicole Colombi     | 2:47:29  |
| 4. miejsce   | Michal Morvay      | 2:33:54  | Mária Czaková      | 2:49:50  |
| 5. miejsce   | Arnis Rumbenieks   | 2:34:49  | Viktória Madarász  | 2:55:30  |
| 6. miejsce   | Nick Christie      | 2:36:47  | Hana Burzalová     | 2:56:41  |
| 7. miejsce   | Jassam Abu El Wafa | 2:39:50  | Nelly Bugárová     | 3:21:29  |
| 8. miejsce   | Hugo Andrieu       | 2:43:19  | Bianka Schenker    | 3:29:13  |

### Mistrzostwa Czech seniorów na 35 km
| Konkurencja: | 1. miejsce                             | Rezultat | 2. miejsce                                        | Rezultat | 3. miejsce                          | Rezultat |
| Mężczyźni    | Jaromír Hloch Lokomotiva FOSFA Břeclav | 2:58:44  | Martin Nedvídek AC Rumburk                        | 3:04:18  | Alexandr Malysa VSK Univerzita Brno | 3:15:41  |
| Kobiety      | Nelly Bugárová AK ŠKODA Plzeň          | 3:21:29  | Štěpánka Pohlová Kučerová TJ Sokol Hradec Králové | 3:33:30  | Klára Hlaváčová A. C. TEPO Kladno   | 3:44:16  |

### Mistrzostwa Łotwy seniorów na 35 km
| Konkurencja: | 1. miejsce        | Rezultat | 2. miejsce                                      | Rezultat | 3. miejsce | Rezultat |
| Mężczyźni    | Raivo Sualgriezis | 2:33:31  | Arnis Rumbenieks Valmieras vieglatlētikas klubs | 2:34:49  | -          | -        |

### Mistrzostwa Słowacji seniorów na 35 km
| Konkurencja: | 1. miejsce                              | Rezultat | 2. miejsce                              | Rezultat | 3. miejsce | Rezultat |
| Mężczyźni    | Michal Morvay ŠK DUKLA Banská Bystrica  | 2:33:54  | -                                       | -        | -          | -        |
| Kobiety      | Mária Czaková VŠC DUKLA Banská Bystrica | 2:49:50  | Hana Burzalová ŠK DUKLA Banská Bystrica | 2:56:41  | -          | -        |

### Mistrzostwa Węgier seniorów na 35 km
| Konkurencja: | 1. miejsce            | Rezultat | 2. miejsce        | Rezultat | 3. miejsce | Rezultat |
| Mężczyźni    | Dávid Tokodi FTC      | 2:53:26  | Ferenc Papp SZVSE | 3:41:53  | -          | -        |
| Kobiety      | Viktória Madarász UTE | 2:55:30  | Anett Torma GYAC  | 3:34:17  | -          | -        |

### Mistrzostwa Wielkiej Brytanii seniorów na 35 km
| Konkurencja: | 1. miejsce                                 | Rezultat | 2. miejsce | Rezultat | 3. miejsce | Rezultat |
| Mężczyźni    | Cameron Corbishley Medway and Maidstone AC | 2:31:34  | -          | -        | -          | -        |

### WyścigmastersGrand Prix na 30 km
| Kategoria | Zwycięzca                                         | Rezultat |
| M35       | Maher Ben Hlima RKS Łódź                          | 2:06:46  |
| M40       | Sebastian Karpiński RK Athletics Warszawa         | 3:18:53  |
| M45       | Martin Nedvídek AC Rumburk                        | 2:36:11  |
| M50       | Dmitry Babenko                                    | 2:34:27  |
| M65       | Steve Allen Barnet & District AC                  | 3:26:15  |
| W35       | Štěpánka Pohlová Kučerová TJ Sokol Hradec Králové | 3:02:04  |
| W40       | Annelies Sarrazin FLAC                            | 3:16:21  |